# Falcão (cầu thủ futsal)
Falcão, tên thật Alessandro Rosa Vieira, sinh ngày 8/6/1977 tại Sao Paulo, Brasil cựu cầu thủ futsal của Brasil.
Bên cạnh rất nhiều danh hiệu cấp CLB, Falcao từng cùng tuyển Brasil 2 lần vô địch FIFA Futsal World Cup, 9 lần đăng quang Grand Prix de Futsal, 3 lần lên ngôi giải vô địch futsal Nam Mỹ và rất nhiều danh hiệu lớn nhỏ khác. Ở khía cạnh cá nhân, Falcao từng 4 lần được bầu là Cầu thủ futsal hay nhất năm của FIFA vào 2004, 2006, 2011, 2012 và giành Quả bóng vàng futsal tại World Cup 2004 và 2008.
Tại FIFA Futsal World Cup 2016, với cú hat-trick vào lưới Mozambique ở loạt trận cuối vòng bảng, Falcao chính thức trở thành chân sút vĩ đại nhất trong lịch sử Futsal World Cup với 45 bàn thắng, nhiều hơn kỷ lục ghi bàn cũ của huyền thoại đồng hương Manoel Tobias 2 bàn.